# Daryl Hannah
Daryl Christine Hannah (Chicago, 3 de diciembre de 1960) es una actriz estadounidense.
Hizo su debut en la pantalla en 1978. Saltó a la fama tras aparecer en filmes como Blade Runner (1982), donde da vida a la replicante Pris, o la comedia Splash (1984), en la que interpreta a la sirena Madison. Ha sido estrella en numerosas producciones de Hollywood durante los años 1980. En el año 2003 destacó en su papel de la asesina Elle Driver en Kill Bill, después de estar apartada de roles principales durante varios años.

## Biografía

### Primeros años
Hannah nació en Chicago, Illinois. Sus padres se divorciaron poco después de su nacimiento. Hannah es vegetariana desde los 11 años. Tiene dos hermanos, Don y Page Hannah, que son también actores y una media hermana Tanya Wexler, directora de cine. En un accidente ocurrido en su niñez, Hannah perdió parte de su dedo índice izquierdo.
Hannah asistió a la escuela Francis W. Parker (donde jugó al fútbol en el equipo de varones) y a la Universidad del Sur de California, donde estudió teatro.

### Carrera
Hannah debutó en el cine en 1978 con una breve aparición en La Furia, un filme de terror de Brian De Palma. Siguieron una serie de apariciones a principios de los 1980, la más destacada de las cuales fue su papel de Pris, una "replicante" en la clásica película de ciencia ficción Blade Runner de Ridley Scott.
Pero su salto a la fama fue en 1984 con su interpretación de una sirena en la película de Ron Howard Splash, que fue un gran éxito de taquilla, y en la que tuvo como galán a Tom Hanks. Esta película colocó a Hannah en la categoría de estrella de cine. 
Otros papeles de Hannah en los años 1980 abarcaron desde exitosos papeles principales en Magnolias de acero y Wall Street, hasta desilusiones incluyendo la versión fílmica de El clan del oso cavernario, que recibió malas críticas y fue un fracaso de taquilla. Hannah también interpretó el papel principal en la película de Fred Schepisi de 1987 Roxanne, una recreación moderna de Cyrano de Bergerac el drama de Edmond Rostand. Su actuación fue descrita como "dulce" y "gentil" por el crítico Roger Ebert.
En la década de los 1990, los papeles de Hannah incluyeron el rol principal de una giganta, en la película para televisión Attack of the 50 Foot Woman (1993), que también coprodujo. También apareció como la hija del personaje de Jack Lemmon en la película Grumpy Old Men. En esta década su carrera sufrió un evidente declive, alejándola del grupo de actrices de primer orden, y destacando únicamente sus trabajos a las órdenes de Robert Altman (Conflicto de intereses), Hector Babenco (Jugando en los campos del Señor), o Fernando Trueba (Two Much). Por otra parte este declive coincidió con un mayor acercamiento al cine independiente con películas como The Real Blonde. En 1995, Hannah fue incluida con el número 96 en la lista de Empire magazine las "100 Estrellas más sexys en la historia del cine". Ese mismo año, Hannah anticipó (por una década) su papel en Kill Bill cuando interpretó a una homicida sociopata, Leann Netherwood, en el filme The Tie That Binds.
De los papeles más recientes de Hannah, el más conocido es el de la asesina tuerta Elle Driver en Kill Bill Volume 1 y Kill Bill Volume 2, dirigidas por Quentin Tarantino. Su actuación en esos filmes, así como sus apariciones en otras producciones como Casa de los Babys y Silver City, ha sido descrita por algunos críticos como un regreso cinematográfico para Hannah, que no había aparecido en producciones de alto perfil desde mediados de los años 90. 
Hannah y su amiga la actriz Hilary Shepard son aficionadas a los juegos de mesa. Su primera creación fue Love it or Hate it (Edison Girard, 1995). En 2005 crearon el juego de mesa "LIEbrary", publicado por Discovery Bay. Hannah habló sobre el juego en el programa de The Ellen DeGeneres Show en diciembre del 2005. En 2010 diseñaron otro juego de mesa, "Call.It", también publicado por Discovery Bay.
A partir del 2015, Hannah interpreta a Angélica en la serie Sense8 de Netflix, una serie de las Hermanas Wachowski, creadoras de las películas de Matrix.

### Vida personal
Hannah, quien actualmente vive en Colorado, es una dedicada ecologista y usa energía solar. También tiene un automóvil que usa biodiésel como combustible.
Ha mantenido varias relaciones amorosas: Desde 1983 y hasta principios de los años 1990 mantuvo una relación con el músico Jackson Browne, quien la inició en el mundo del activismo. Se separaron después de que la cantante y expareja de Browne, Joni Mitchell denunciase a Browne de agredir a Hannah, lo cual después la pareja negó. Estuvo saliendo con John F. Kennedy, Jr. durante seis años hasta que este la dejó por su futura esposa, Carolyn Bessette-Kennedy. En la década de los 2000 fue pareja del actor Val Kilmer, al cual conoció en el rodaje de su película, 'Dinero Sucio'. Más tarde empezó una breve relación con el mago David Blaine.
Hannah mantuvo una relación con Rami Jaffee, pianista de la banda de rock The Wallflowers. En 2018 se reveló que Hannah se casó con el roquero Neil Young.
El 13 de junio de 2006, fue arrestada por su participación, con un grupo de granjeros, en una confrontación con las autoridades en protesta por la conservación de una zona histórica. Se ató a un árbol en la South Central Farm en la zona sur central de Los Ángeles para protestar contra la inminente venta de la granja. La granja había sido fundada en la secuela de los sucesos de 1992 -violentos desórdenes callejeros- para permitir a la gente de la ciudad cultivar comida para ellos mismos. Sin embargo, el dueño decidió vender la propiedad. 

## Filmografía selecta
| Año  | Título                                      | Rol                                     | Otras Notas  |
| 2017 | Sense8                                      | Angelica                                |              |
| 2015 | A Perfect Vacation                          | Mao                                     |              |
| 2014 | Father Rupert Mayer                         | Joanna Sebastian                        |              |
| 2014 | Undateable John                             | Rose                                    |              |
| 2014 | 2047 - Sights of Death                      | Major Anderson                          |              |
| 2014 | Skin Traffik                                | Zhanna                                  |              |
| 2013 | Zombie Night                                | Birdy                                   | Telefilm     |
| 2013 | Social Nightmare                            | Susan Hardy                             | Telefilm     |
| 2013 | The Hot Flashes                             | Ginger Peabody                          |              |
| 2013 | Garbage                                     | Herself                                 |              |
| 2012 | Eldorado                                    | The Stranger                            | Vídeo        |
| 2011 | S.O.S Love! The Million Dollar Contract     | Mimi                                    |              |
| 2010 | A Closed Book                               | Jane Ryder                              |              |
| 2009 | The Cycle                                   | Carrie Mitchel                          |              |
| 2009 | Cazadores de tormentas                      | Leah Kaplan                             | Telefilm     |
| 2008 | Love and Virtue                             | Fiordelisa                              |              |
| 2008 | Las crónicas de la Grulla Blanca            | Jane                                    | Telefilm     |
| 2008 | Shark Swarm                                 | Brooke                                  | Telefilm     |
| 2008 | Dark Honeymoon                              | Jan                                     | Vídeo        |
| 2008 | Vice                                        | Salt                                    |              |
| 2007 | All the Good Ones Are Married               | Alex                                    | Telefilm     |
| 2007 | The Poet                                    | Marlene Konig                           |              |
| 2006 | Olé                                         | Maggie Granger                          |              |
| 2006 | Keeping Up with the Steins                  | Sacred Feather/Sandy                    |              |
| 2006 | Últimos días del planeta                    | Liz Quinlan                             | Telefilm     |
| 2006 | Love Is the Drug                            | Sandra Brand                            |              |
| 2004 | Careful What You Wish For                   | Store Patron                            | Cortometraje |
| 2004 | Silver City                                 | Maddy Pilager                           |              |
| 2004 | Yo puta                                     | Adriana                                 |              |
| 2004 | Kill Bill, Volume 2                         | Elle Driver (California Mountain Snake) |              |
| 2003 | Kill Bill, Volume 1                         | Elle Driver (California Mountain Snake) |              |
| 2003 | Casa de los babys                           | Skipper                                 |              |
| 2003 | A sangre fría                               | CJ March                                |              |
| 2003 | El gran destino                             | Stella                                  |              |
| 2003 | Northfork                                   | Flower Hercules                         |              |
| 2002 | A Walk to Remember                          | Cynthia Carter                          |              |
| 2002 | Dinero Sucio                                | Virginia                                |              |
| 2001 | Jack y las judías mágicas: la historia real | Thespee                                 | Telefilm     |
| 2001 | Jackpot                                     | Bobbi                                   |              |
| 2001 | Cowboy Up                                   | Celia Jones                             |              |
| 2000 | Traición a la Casa Blanca                   | Alex McGregor                           | Telefilm     |
| 2000 | Dancing at the Blue Iguana                  | Angel                                   |              |
| 2000 | Atada. Muerte en las entrañas               | Anne White                              | Vídeo        |
| 1999 | Mi marciano favorito                        | Lizzie                                  |              |
| 1999 | Wildflowers                                 | Sabine                                  |              |
| 1999 | Speedway Junky                              | Veronica                                |              |
| 1999 | Enemigo de mi enemigo                       | Erica Long                              |              |
| 1998 | La ventana de enfrente                      | Claudia Henderson                       | Telefilm     |
| 1998 | Hi-Life                                     | Maggie                                  |              |
| 1998 | Rescuers: Stories of Courage: Two Families  | Maria Althoff                           |              |
| 1998 | The Gingerbread Man                         | Lois Harlan                             |              |
| 1998 | The Real Blonde                             | Kelly                                   |              |
| 1998 | Addams Family Reunion                       | Morticia Addams                         | Vídeo        |
| 1997 | The Last Don                                | Athena Aquitane                         |              |
| 1996 | The Last Days of Frankie the Fly            | Margaret                                |              |
| 1996 | Two Much                                    | Liz Kerner                              |              |
| 1995 | Grumpier Old Men                            | Melanie Gustafson                       |              |
| 1995 | The Tie That Binds                          | Leann Netherwood                        |              |
| 1994 | The Little Rascals                          | Miss Crabtree                           |              |
| 1993 | Attack of the 50 Ft. Woman                  | Nancy Archer                            | Telefilm     |
| 1993 | Grumpy Old Men                              | Melanie Gustafson                       |              |
| 1992 | Memoirs of an Invisible Man                 | Alice Monroe                            |              |
| 1991 | At Play in the Fields of the Lord           | Andy Huben                              |              |
| 1990 | Crazy People                                | Kathy                                   |              |
| 1989 | Crimes and Misdemeanors                     | Lisa Crosley                            |              |
| 1989 | Magnolias de acero                          | Annelle Dupuy Desoto                    |              |
| 1988 | High Spirits                                | Mary Plunkett Brogan                    |              |
| 1987 | Wall Street                                 | Darien Taylor                           |              |
| 1987 | Roxanne                                     | Roxanne Kowalski                        |              |
| 1986 | Legal Eagles                                | Chelsea Deardon                         |              |
| 1986 | El clan del oso cavernario                  | Ayla                                    |              |
| 1984 | The Pope of Greenwich Village               | Diane                                   |              |
| 1984 | Splash                                      | Madison                                 |              |
| 1984 | Reckless                                    | Tracey Prescott                         |              |
| 1983 | The Final Terror                            | Windy Morgan                            |              |
| 1982 | Summer Lovers                               | Cathy Featherstone                      |              |
| 1982 | Blade Runner                                | Pris                                    |              |
| 1982 | Paper Dolls                                 | Taryn Blake                             | Telefilm     |
| 1981 | Hard Country                                | Loretta                                 |              |
| 1978 | The Fury                                    | Pam                                     |              |

### Entrevistas
- 5/16/06, Grist.org
- 3/04/05, OffGrid
- 4/04, About.com
- 4/04, Latino Review
- 2003, UGO
- 10/03, Latino Review
- 10/03/03, IGN Films Archivado el 13 de octubre de 2008 en Wayback Machine.
- 9/03/03, IGN Films Archivado el 21 de agosto de 2008 en Wayback Machine.
- 7/12/03, Critic Doctor